# Robert Stannard (wielrenner)
Robert Stannard (Sydney, 16 september 1998) is een Nieuw-Zeelands-Australisch wielrenner .

## Carrière
Als junior behaalde Stannard vier medailles tijdens de Oceanische kampioenschappen op de weg: zowel in 2015 als in 2016 werd hij derde in de tijdrit en tweede in de wegwedstrijd. Beide jaren nam hij ook deel aan het wereldkampioenschap, met een elfde plek in de tijdrit in 2016 als beste klassering. Aan het eind van dat jaar werd bekend dat de Nieuw-Zeelander vanaf april 2017 voor Delta Cycling Rotterdam zou gaan rijden.
In 2017 verruilde Stannard zijn Nieuw-Zeelandse licentie voor een Australische, het land waar hij werd geboren. Op het nationale kampioenschap tijdrijden voor beloften was hij de eerste die van het startpodium reed, waarna hij lang in de hotseat mocht blijven zitten. Uiteindelijk was alleen Callum Scotson, die als laatste startte, sneller. Later die maand werd bekend dat Stannard en de Nederlandse ploeg zijn contract in goed overleg hadden verbroken, zodat de Australiër zich aan kon sluiten bij Mitchelton Scott. Met een Australische selectie won Stannard in mei de openingsploegentijdrit van de Toscana-Terre di ciclismo, een Italiaanse beloftenwedstrijd. In het eindklassement werd hij tweede, met 26 seconden achterstand op zijn landgenoot Jai Hindley. Een week later won hij de derde etappe van de Ronde van Rhône-Alpes Isère. In de Ronde van Italië voor beloften werd Stannard, met een achterstand van bijna drieënhalve minuut op winnaar Pavel Sivakov, achtste in het eindklassement.
In januari 2018 veroverde Stannard in de voorlaatste etappe van de New Zealand Cycle Classic de leiderstrui. Die leiderstrui moest hij in de laatste rit afstaan aan Hayden McCormick, die zo Joseph Cooper opvolgde op de erelijst. In het jongerenklassement eindigde Stannard wel bovenaan, met 37 seconden voorsprong op Michael Potter.

### Dopingschorsing
In augustus 2023 maakte de UCI bekend Stannard voorlopig geschorst te hebben. Stannard wordt ervan verdacht in de periode 2018-2019 gebruik te hebben gemaakt van verboden middelen en/of verboden methodes. Daarop kwam Stannard niet meer in actie voor Alpecin-Deceuninck en zijn eind 2023 aflopende contract werd niet verlengd. Op 3 juni 2024 maakt de UCI bekend Stannard met terugwerkende kracht te schorsen van 17 augustus 2018 tot en met 17 augustus 2022. Ook dient Stannard een boete te betalen van 70% van zijn gemiddelde jaarsalaris over 2018 en 2019.

### Terugkeer
In augustus 2024 keerde Stannard bij Bahrain Victorious terug op het hoogste niveau. In de Cyclassics Hamburg maakte hij zijn rentree in het peloton. In oktober van dat jaar werd hij tweede in het bergklassement van de CRO Race en derde in de slotrit van de Ronde van Guangxi.

## Overwinningen
2017
Gravel and Tar
3e etappe Ronde van Rhône-Alpes Isère
2018
Jongerenklassement New Zealand Cycle Classic
Giro del Belvedere
7e etappe Ronde van Bretagne
9e etappe deel B Girobio
Grote Prijs van Poggiana
Piccolo Giro di Lombardia
2022
Eindklassement Ronde van Wallonië
Punten- en jongerenklassement Ronde van Wallonië

## Resultaten in voornaamste wedstrijden
| Jaar | Ronde van Italië | Ronde van Frankrijk | Ronde van Spanje |
| ---- | ---------------- | ------------------- | ---------------- |
| 2019 |                  |                     |                  |
| 2020 |                  |                     | 76e              |
| 2021 |                  |                     | 119e             |
| 2022 |                  |                     | 81e              |
| 2023 |                  |                     |                  |
| 2024 |                  |                     |                  |
| 2025 |                  | 123e                |                  |

| Jaar | Milaan-San Remo | Gent-Wevelgem | Ronde van Vlaanderen | Parijs-Roubaix | Amstel Gold Race | Luik-Bast.‑Luik | Ronde van Lombardije | Waalse Pijl | Strade Bianche |  | WK op de weg |
| ---- | --------------- | ------------- | -------------------- | -------------- | ---------------- | --------------- | -------------------- | ----------- | -------------- |  | ------------ |
| 2019 | 120e            |               | opgave               | 69e            |                  |                 |                      |             | 49e            |  |              |
| 2020 | 26e             |               |                      |                |                  |                 | 54e                  |             | opgave         |  |              |
| 2021 | 28e             | 32e           | 51e                  | 83e            | 92e              |                 |                      | 48e         | 30e            |  | opgave       |
| 2022 |                 |               |                      |                |                  | 17e             | opgave               | 70e         | 51e            |  |              |
| 2023 |                 |               |                      |                | 74e              | opgave          |                      | 26e         | 51e            |  |              |
| 2024 |                 |               |                      |                |                  |                 |                      |             |                |  |              |
| 2025 | 50e             | opgave        |                      |                | opgave           | opgave          |                      | opgave      | opgave         |  |              |

## Ploegen
- 2017 –  Mitchelton Scott CT
- 2018 –  Mitchelton-BikeExchange
- 2019 –  Mitchelton-Scott
- 2020 –  Mitchelton-Scott
- 2021 –  Team BikeExchange
- 2022 –  Alpecin-Fenix
- 2023 –  Alpecin-Deceuninck
- 2024 –  Bahrain Victorious (vanaf 19 augustus)
- 2025 –  Bahrain Victorious

Bi · Bieken · Chaves · Hennessy · Jenner · Jiang · Liu · Niu · Scotson · Stannard · Sun · Sweeny · Xue
Affini · Albasini · Bauer · Bewley · Bookwalter · Chaves · Durbridge · Edmondson · Grmay · Haig · Hamilton · Hayman · Hepburn · Howson · Impey · Juul-Jensen · Meyer · Mezgec · Nieve · Schultz · Scotson · Smith · Stannard · Trentin  · A. Yates · S. Yates
Affini · Albasini · Bauer · Bewley · Bookwalter · Chaves · Durbridge · Edmondson · Grmay · Groves · Haig · Hamilton · Hepburn · Howson · Impey · Juul-Jensen · Konysjev · Meyer · Mezgec · Nieve · Peák · Schultz · Scotson · Smith · Stannard · A. Yates · S. Yates · Zejts
Bauer · Bewley · Bookwalter · Chaves · Colleoni · Durbridge · Edmondson · Grmay · Groves · Hamilton · Hepburn · Howson · Jansen · Juul-Jensen · Kangert · Konysjev · Matthews · Meyer · Mezgec · Nieve · Peák · Schultz · Scotson · Smith · Stannard · Yates · Zejts · Choon (stagiair) · O'Brien (stagiair)
Anderson · Ballerstedt · Bax · Bayer · De Bondt · De Tier · Dillier · Gaze · Gogl · Janssens · Krieger · Leysen · Mareczko · Merlier · Meurisse · Oldani · Philipsen · Planckaert · Rickaert · Riesebeek · Sbaragli · Stannard · Taminiaux · Thwaites · Van Den Bossche · D. van der Poel · M. van der Poel · Van Keirsbulck · Vermeersch · Vermote · Vine
Ballerstedt · Bayer · Conci · De Bondt · Dillier · Gaze · Ghys · Gogl · Groves · Hermans · Janssens · Kragh Andersen · Krieger · Leysen · Mareczko · Meurisse · Oldani · Osborne · Philipsen · Planckaert · Plowright · Rickaert · Riesebeek · Sbaragli · Sinkeldam · Stannard · Taminiaux · Van Den Bossche · van der Poel  · Vermeersch
Arashiro · Arndt · Bauhaus · Bilbao · Bruttomesso · Buitrago · Buratti · Caruso · Govekar · Gradek · Haig · Kepplinger · Madan · Miholjević · Mohorič · Pasqualon · Pickering · Poels · Price-Pejtersen · Rajović · Scott · Stannard (vanaf 19/8) · Sütterlin · Tiberi · Træen · Tu · Wiśniowski (vanaf 1/3) · Wright · Zambanini · Skerl (stagiair) · van der Meulen (stagiair) · Van Mechelen (stagiair)
Arndt · Bauhaus · Bilbao · Bruttomesso · Buitrago · Buratti · Caruso · Ermakov · Eržen · Eulálio · Govekar · Gradek · Haig · Kepplinger · Martinez · Miholjević · Mohorič · Paasschens · Pasqualon · Pickering · Skerl · Stannard · Stockwell · Tiberi · Træen · Tu · van der Meulen · Van Mechelen · Wright · Zambanini